# Esparon (Gard)
Pour les articles homonymes, voir Esparon.
Esparon est une ancienne commune française du Gard, située dans la vallée de l'Arre, faisant partie du Parc National des Cévennes, qui a fusionné en 1818 avec Bez, pour former la nouvelle commune de Bez-et-Esparon.
Avant la fusion, Esparon comptait une centaine d'habitants. C'est un religieux qui y dispensait l'éducation, le village étant autonome grâce à l'agriculture et à l'artisanat. Esparon était réputé pour ses bonnetiers et ses menuisiers, qui vendaient leurs services dans les villages des environs.

## Histoire

### Culture
Sur les versants du village, situés en plein soleil, on y cultivait les salades et les choux, alors que les autres champs environnants moins exposés étaient tous gelés et impraticables. Dans une grotte fraîche et humide située au sud du village, on y affine d'abord les fromages des villages voisins, de Bréau, de Mars, ou de Molière, puis les champignons de Paris.

## Géographie

### Environs
Le rocher et le village d'Esparon sont inscrits à l'inventaire des sites. Le rocher, dolomitique, est le vestige d'un plateau calcaire. Les environs du village sont escarpés, mêlant reliefs rocailleux, barres rocheuses, et forêts de pins noirs. Le milieu est riche de variétés végétales spécifiques des zones dolomitiques, parmi lesquelles le Daphne Alpina ou l'Arenaria Hispida, plante menacée en France. Grâce aux cavités rocheuses naturelles, l'endroit accueille de nombreux oiseaux.

## Démographie
La population d'Esparon était: 53 en 1793, 54 en 1800, 53 en 1806.

## Patrimoine

### Édifices
- Château, construit au XIe siècle, incendié en 1792, remanié à plusieurs époques
- Château de Lavalette, qui appartenait au XIIe siècle à Raymonde d'Esparon, lui aussi remanié à plusieurs époques
- Château Massal, XIXe siècle
- Église d'Esparon, construite au XIe siècle, incendiée au cours des guerres de religion; il n'en reste aujourd'hui qu'une chapelle, la chapelle Sainte-Philomène d'Esparon
- Pont roman de la Gave